# Meusburger (Unternehmen)

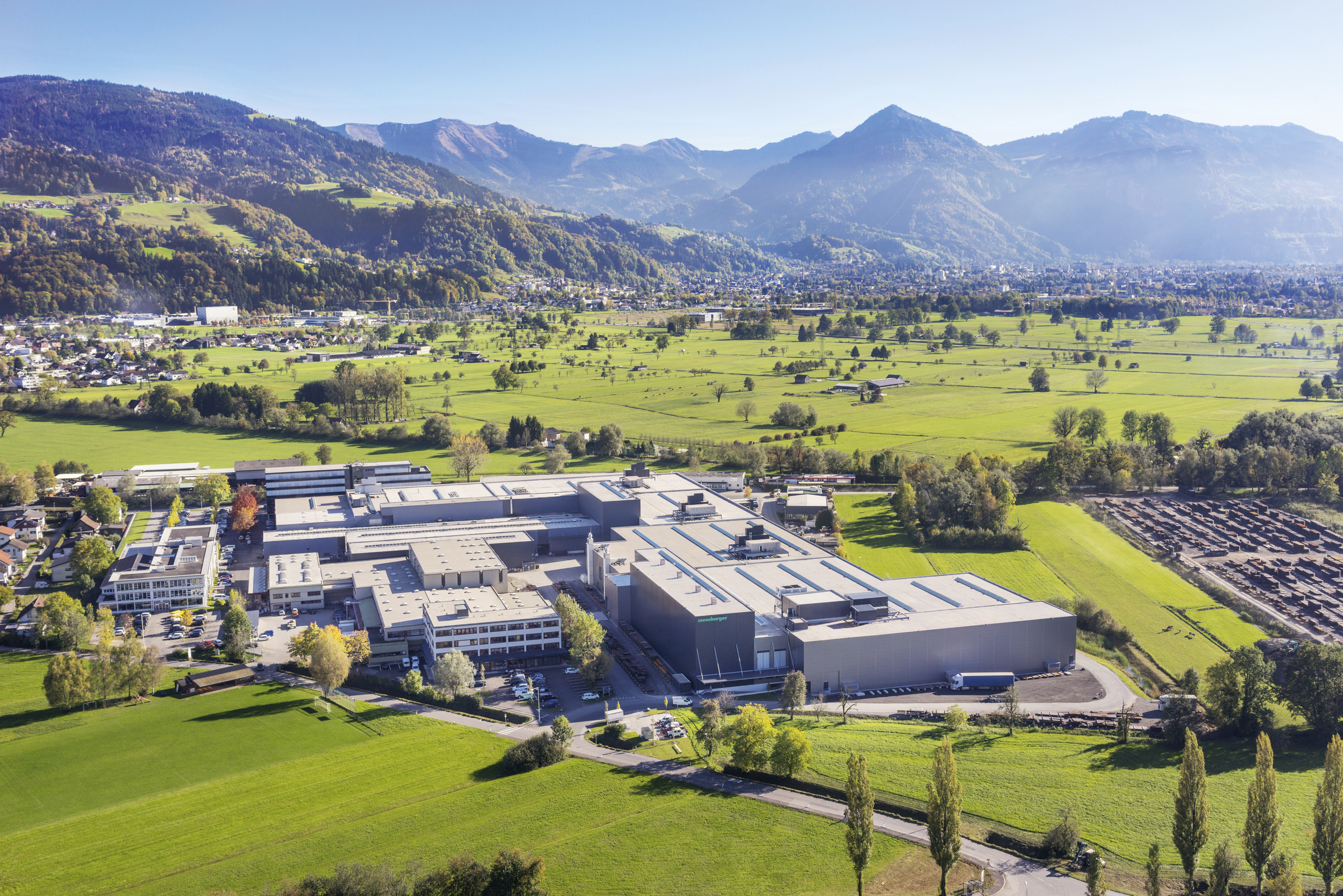
Luftaufnahme Betriebsgelände Meusburger Georg GmbH & Co KG (Stand Oktober 2017)

Die Meusburger Georg GmbH & Co KG ist ein österreichischer Hersteller von Normalien für Formaufbauten und Stanzgestelle mit Sitz in Wolfurt in Vorarlberg.
Meusburger ist bis heute im Familienbesitz.
Die Produkte werden im Formen- bzw. Stanzwerkzeugbau als Grundlage für Produktionswerkzeuge verwendet.

## Geschichte
1964 wurde das Unternehmen in Dornbirn durch Georg Meusburger (* 1936) gegründet. 1978 begann die Fertigung von standardisierten Formaufbauten und ein erster Katalog wurde produziert. 1980 siedelte das Unternehmen in das neuerrichtete Gebäude mit einer Nutzfläche von 3200 m² nach Wolfurt um. Es beschäftigte damals 35 Mitarbeiter.

2007 ging die Geschäftsführung von Georg Meusburger an seinen Sohn Guntram über.
Das Unternehmen beschäftigte zu der Zeit 260 Mitarbeiter und erzielte einen Umsatz von 73 Mio. EUR.
2010 wurde das Geschäftsfeld Normalien für den Stanzwerkzeugbau eingeführt. Bei einem Umsatz von 98 Mio. Euro wurden 380 Mitarbeiter beschäftigt. 2013 war Meusburger Marktführer im Bereich Normalien mit 700 Mitarbeitern und einem Umsatz von 160 Mio. EUR.
2014 wurde zum 50-jährigen Jubiläum ein Umsatz von insgesamt 190 Mio. Euro erwirtschaftet. 2015 stieg der Umsatz weiter auf 215 Mio. Euro an, ebenso die Mitarbeiterzahl auf über 1000 Mitarbeiter.
Mitte Juni 2016 übernahm Meusburger den deutschen Heißkanalspezialisten PSG Plastic Service GmbH mit Standorten in Viernheim, Seckach und einer Niederlassung in China. Alle rund 200 Beschäftigten wurden übernommen und PSG als eigenständiges Unternehmen weitergeführt.
Im Oktober 2019 erfolgte die vollständige Integration der PSG Plastic Service GmbH als Tochtergesellschaft Meusburger Deutschland GmbH in das Unternehmen Meusburger.
Im November 2018 im Rahmen des Vorarlberger Wirtschaftsforums in Bregenz wurde Georg Meusburger mit dem „Ehrenpreis der Vorarlberger Wirtschaft für das unternehmerische Lebenswerk“ ausgezeichnet.

## Produkte
Meusburger ist Hersteller von Platten und Zubehör für den Werkzeug- und Formenbau. Der Stahl wird mit Hilfe von drei Glühöfen mit einer Bestückungskapazität von 240 Tonnen pro Tag spannungsarm geglüht, was eine verzugsarme Weiterverarbeitung ermöglicht.
Seit 2010 bietet Meusburger Normalien für den Stanzwerkzeugbau an. 2013 wurde das Geschäftsfeld Werkstattbedarf eingeführt.

## Standorte
Die Unternehmenszentrale befindet sich seit 1980 in Wolfurt. 1992 wurde dort das erste Hochregallager und 2003 ein neues Bürogebäude errichtet.
In Lingenau entstand 2017 der erste Produktionsstandort außerhalb des Hauptsitzes. Themenschwerpunkt des neuen Standorts mit einer Produktionsfläche von 4300 m² ist die kundenspezifische Bearbeitung.
Als dritter Standort wurde im Frühjahr 2022 das Vertriebszentrum in Hohenems eröffnet. Dort befindet sich unter anderem der Innendienst, das gesamte Marketing sowie das Produktmanagement.

### Tochtergesellschaften
- 2010 Wuxi (China): Meusburger Mould and Die (Wuxi) Co. Ltd.
- 2011 Kadıköy (Türkei): Meusburger Kalıp Setleri ve Elemanları Ticaret ve San. Ltd. Şti.
- 2014 Bangalore (Indien): Meusburger India Pvt Ltd.
- 2015 Querétaro (Mexiko): Meusburger México S. de R.L. de C.V.
- 2019 Viernheim (Deutschland): Meusburger Deutschland GmbH[10]

## Ausbildung

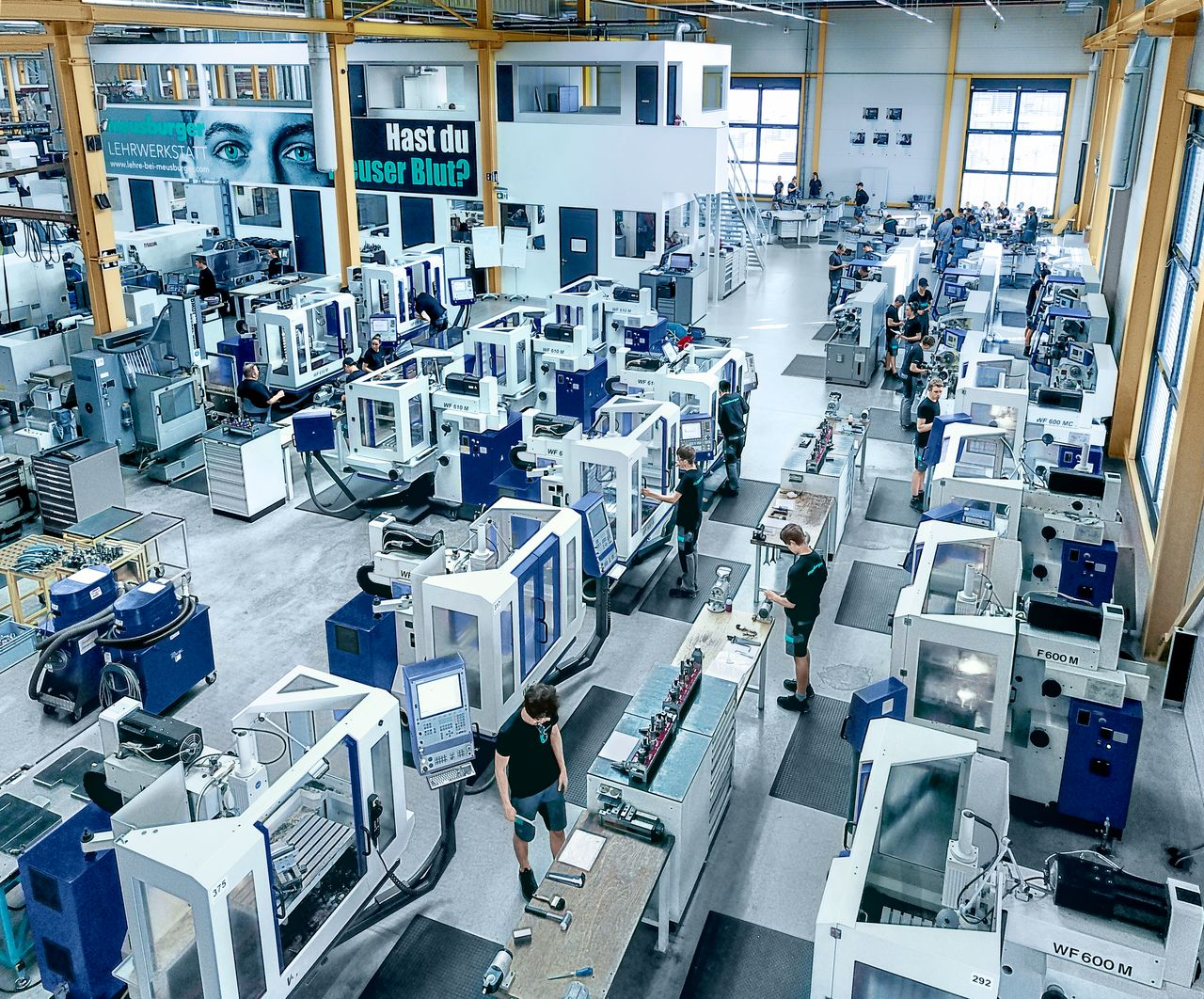

2017 wurde im Produktionsbereich in Wolfurt ebenfalls eine neue Lehrwerkstatt errichtet. Rund 60 Maschinen, diverse Lehr- und Büroräume stehen dort zu Ausbildungszwecken zur Verfügung.
Das Unternehmen bildet Lehrende in folgenden Bereichen aus:
- Zerspanungstechnik
- Maschinenbautechnik
- Elektrotechnik
- Mechatronik[11]